# Tōkyō goddofāzāzu
Tōkyō goddofāzāzu (em japonês: 東京ゴッドファーザーズ (kanji)/とうきょうゴッドファーザーズ (hiragana); romaniz.: Tōkyō goddofāzāzu) é um filme de animação adulta japonês dirigido por Satoshi Kon e co-dirigido por Shōgo Furuya.